# Guðrún Kristjánsdóttir
Guðrún H. Kristjánsdóttir (* 25. November 1967) ist eine ehemalige isländische Skirennläuferin.

## Karriere
Guðrún Kristjánsdóttir nahm an den Olympischen Winterspielen 1988 teil. Im Riesenslalomrennen konnte sie ihr Rennen nicht beenden. Zwei Tage später war sie für das Slalomrennen gemeldet, ging jedoch nicht an den Start.